# M5 (автодорога, Венгрия)
Трасса M5 соединяет Будапешт, с юго-восточными регионами страны — городами Кечкемет и Сегед — и Сербией. Строительство магистрали M5 началось в 1980-х годах. Участок трассы возле границы с Сербией был завершён в 2006 году.
В Сербии трасса переходит в Европейский маршрут E75.

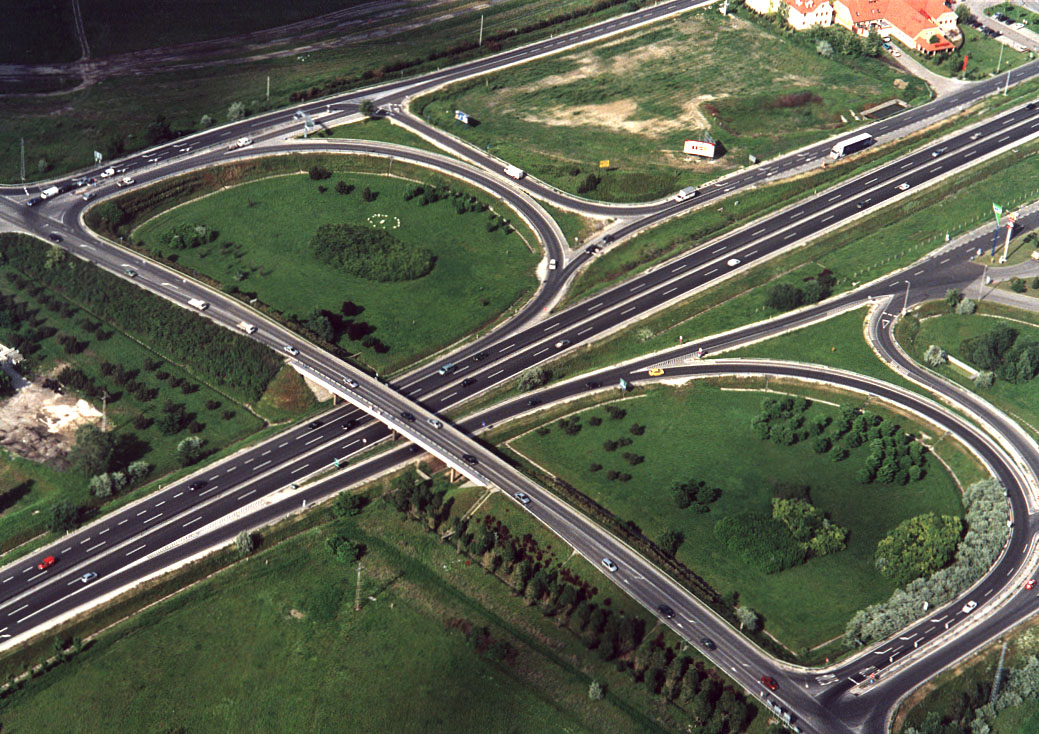
M5 — вид сверху